# Wolf Wiechert

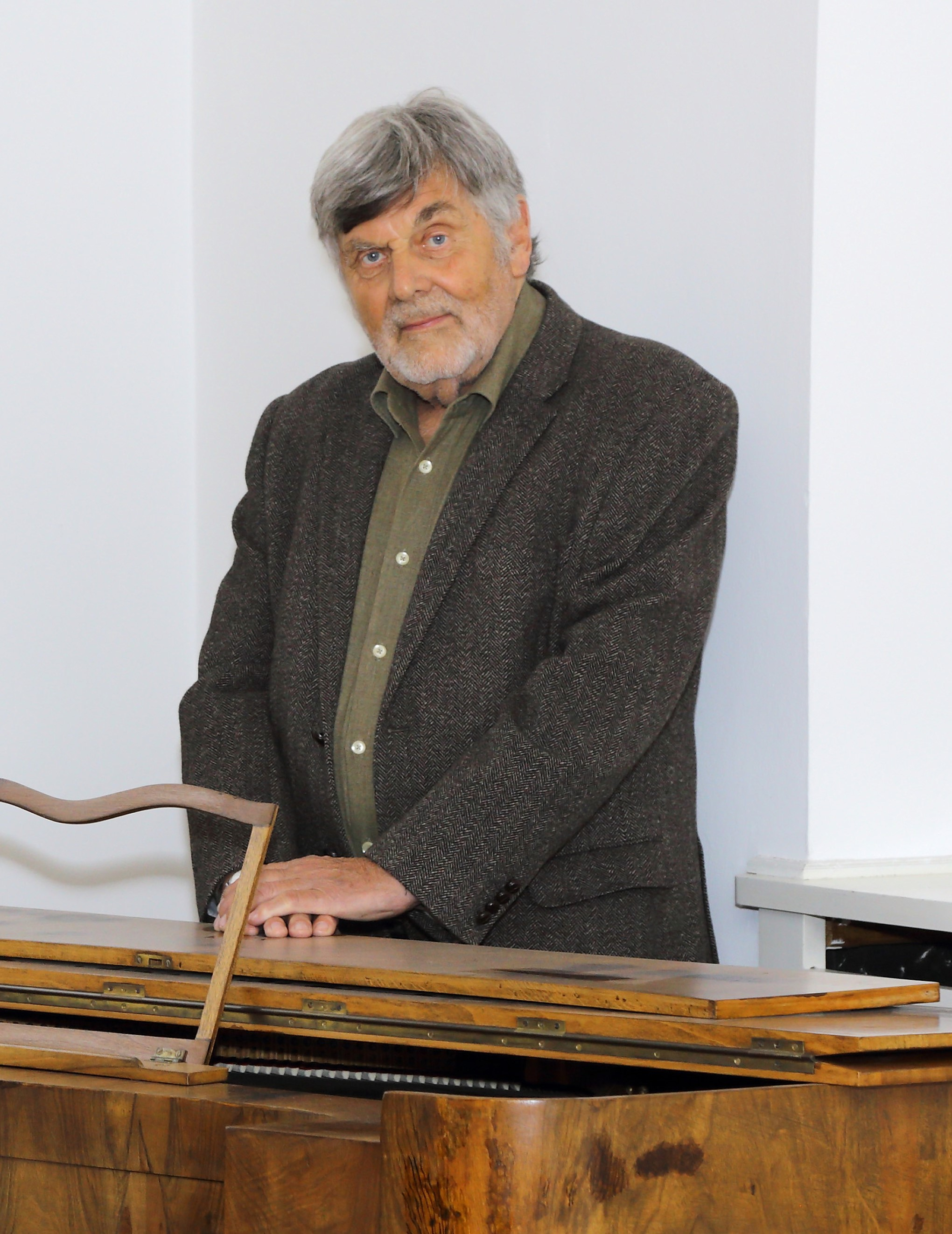
Wolf Wiechert im März 2019

Wolf Wiechert (* 31. März 1938 in Skandau in Ostpreußen) ist ein deutscher Schriftsteller und Lyriker.

## Biografie
Er wurde in Ostpreußen geboren und floh 1945 mit seiner Familie über das Frische Haff und zwei Jahre später über die Oder in die Oberlausitz. Diese Kindheitsgeschichte hat der Autor unter anderem in seinem kritisch-nostalgischen Ostpreußenroman Rosa. Eine kontrollierte Spekulation über die Kinderfrau Rosa Puppke verarbeitet.
Nach dem Abitur in Bautzen flüchtete er in den Westen und begann ein Germanistikstudium in Heidelberg. In Wertheim am Main arbeitete er von 1965 bis 2006 als Deutschlehrer am Dietrich-Bonhoeffer-Gymnasium. Seit seiner Pensionierung arbeitet er für das Main-Echo als Kulturjournalist.
Wiecherts Roman Der Kaktus (2008) behandelt den Wertheimer Kreis um die Georgeaner Wolfgang Frommel, Willy Hellemann und Edgar Baron Heyking. Wie im Rosa-Roman geht es dabei weniger um die Vergangenheit also solche, sondern um das Verhältnis, das eine Gruppe von Rechercheuren teils erwartungsvoll, teils skeptisch zu ihr aufbaut. Die Motivstruktur der Recherche verbindet sich dabei häufig mit Reiseschilderungen und mit der Charakterisierung unterschiedlicher intellektueller Temperamente. Typisch für Wiecherts metahistorisches Erzählen sind Differenzen zwischen den beteiligten Rechercheuren, wiederholte Bezugnahmen auf Theodor Fontane sowie die Brechung des Faktischen durch Gespräche über Gedichte (besonders von Stefan George, Rainer Maria Rilke und Gottfried Benn).  
Wiechert lebt mit seiner Familie in einem historischen Bauernhaus bei Wertheim. Eine enge Freundschaft und künstlerische Kooperation verband ihn mit dem Bautzener Maler Dietmar Wappler (1938–2010). Der Einfluss, den Wiechert vom Heidelberger Mediävisten Peter Wapnewski erfahren hat, spiegelt sich in seiner langjährigen Beschäftigung mit Wolfram von Eschenbach wider, die 2013 auch zu seiner Parzival-Neuerzählung in Zusammenarbeit mit Joachim Hamm und Bertram Söller geführt hat.

## Preise und Auszeichnungen
- Kulturpreis der Stadt Wertheim, 1989[7]
- Baden-Württembergischer Lyrikpreis, 1999
- Stadtmedaille Wertheim, 2008[8]

## Werke
- Restsüße. Zwischen Leben und Tod. Gedichte, mit Illustrationen von Ottmar Hörl, 2022
- Rosa. Eine kontrollierte Spekulation. Roman, 2019
- Parzival, neu erzählt nach Wolfram von Eschenbach, 2013
- Der Kaktus. Roman, 2008
- Eine Liebe in Kaliningrad. Roman, 2006
- Fly up wind. Gedichte, mit Holzschnitten von Roland Kuch, 2002
- Augenblick. Gedichte, mit Bildern von Isolde Broedermann, 2000
- Das Treffen im Schloss. Erzählungen, mit Illustrationen von Dietmar Wappler, 1999
- Blutprobe. Gedichte, 1991
- Achat. Gedichte, 1989
- Bach oder Eine deutsche Bildbeschreibung. Erzählung, 1987
- Beschreibung eines Interesses oder einer Liebe. Gedichte, 1980

## Vertonungen
Besser du redest nicht weiter darüber. 30 Lieder von Alexander Wolf nach Gedichten von Wolf Wiechert, 2019